# Vieuzos
Vieuzos é uma comuna francesa na região administrativa de Occitânia, no departamento dos Altos Pirenéus. Estende-se por uma área de 4,93 km². Em 2010 a comuna tinha 43 habitantes (densidade: 8,7 hab./km²).